# Marc Boutavant
Pour les articles homonymes, voir Boutavant.
Marc Boutavant,  né le 12 juillet 1970 à Dijon, est un illustrateur et auteur de littérature de jeunesse et de bandes dessinées français.

## Biographie
Il fait des études en communication visuelle avant de travailler pour l'édition jeunesse, la bande dessinée et le graphisme.
Sa première publication est réalisée en 1999 pour Actes Sud junior dans la série « À petits pas » où il illustre Le soleil à petits pas de Michèle Mira Pons. L'année suivante il réalise dans la même série l'illustration de L'écologie à petits pas écrit par François Michel. Puis il est appelé par Gérard Lo Monaco pour un livre de comptines chez Albin Michel jeunesse. Celui-ci avait été séduit par le programme de la Guinguette pirate que Marc Boutavant réalisait depuis sept ans pour ce bateau-café-concert.
Il a publié plusieurs livres jeunesse aux éditions Albin Michel, Actes Sud junior, Nathan, Seuil jeunesse, Bayard Jeunesse et Mila Éditions.
En 2002, il crée son propre univers animal avec la série Mouk, une série de livres pour enfants aux Éditions Mila puis aux éditions Albin Michel jeunesse à partir de 2007 avec Le Tour du monde de Mouk. « C'est vaguement un ours. Je ne veux pas que l'on reconnaisse l'animal, mais plutôt ce qui s'en dégage » précise-t-il au début de la série.
Avec Emmanuel Guibert, il est également l'auteur de la série Ariol et ses amis dans J'aime lire, du groupe Bayard Presse. Avec Béatrice Fontanel, il a créé le personnage Bogueugueu. En 2013, il crée, avec Colas Gutman, le personnage de la série Chien Pourri publiée dans la collection mouche à L'École des loisirs.
Marc Boutavant a fait partie des auteurs de l'« Atelier des Vosges/Atelier Nawak », avec Émile Bravo, Lewis Trondheim, Christophe Blain, David B., Joann Sfar, Frédéric Boilet, Marjane Satrapi... Depuis 2000, il est représenté par « Heart Agency », une agence d'illustrateurs basée à Londres et New York.
En 2024, il est sélectionné pour la troisième année d'affilée pour le prestigieux prix suédois, le Prix commémoratif Astrid-Lindgren.

## Techniques graphiques
Marc Boutavant a commencé par travailler à l'acrylique au pinceau, avant de se tourner rapidement vers l'ordinateur avec Photoshop. Il dit mieux pouvoir exprimer ce qui se passe dans sa tête et mieux contrôler le rendu pour l'impression.

## Prix et distinctions
- 2019 : Prix Micheluzzi jeunes lecteurs[7] pour Ariol t. 1-2, scénario de Emmanuel Guibert
- 2020 : « Mention » au Prix BolognaRagazzi, catégorie Comics - Early Reader[8], Foire du livre de jeunesse de Bologne  pour Ariol, tome 15 : Touche pas à mon veau, scénario d'Emmanuel Guibert
- 2021 : Coup de cœur Jeune Public automne de l'Académie Charles-Cros avec Pascal Parisot[9] pour Superchat. À la recherche du paon perdu, texte, paroles, musique, interprétation de Pascal Parisot, illustrations de Marc Boutavant
- 2022 : prix La Grande Ourse du Salon du livre et de la presse jeunesse pour l'ensemble de son œuvre[10]
- 2022, 2023 et 2024 : Sélection pour le Prix commémoratif Astrid-Lindgren[6]

## Œuvres

### Auteur et illustrateur
- 2001 : Boule de poils et mon canard (Seuil)
- 2002: Mouk s'ennuie un peu… (Mila éditions)
- 2002 : Mouk véli vélo (Mila éditions)
- 2002 : Mouk s'habille (Mila éditions)
- 2007 : Le tour du monde de Mouk en vélo en gommettes (Albin Michel jeunesse)
- 2008 : N (L'édune)
- 2014 : Mon livre d'activités pour découvrir le monde avec Mouk (Albin Michel jeunesse)

### Illustrateur
Avec Emmanuel Guibert
- 2001 : Joyeux Ramono
- 2002 : Le Jeu idiot de Ramono
- 2002 : Ariol. Debout ! (Bayard Jeunesse, Coll. J'aime Lire BD)
- 2002 : Ariol. Jeux idiots (Bayard jeunesse)
- 2003 : Ariol. Bête comme un âne, sale comme un cochon (Bayard Jeunesse)
- 2003 : Ariol. Le vaccin à réaction (Bayard Jeunesse)
- 2004 : Ariol. Karaté (Bayard jeunesse)
- 2005 : Ariol. Jeux idiots (Bayard jeunesse)
- 2006 : Ariol. Oh ! la mer ! (Bayard jeunesse)
- 2007 : Ariol. Copains comme cochons (Bayard jeunesse)
- 2008 : Ariol. Un petit âne comme vous et moi (Bayard jeunesse)

Avec Béatrice Fontanel
- 2003 : Mathilde et les petits papiers (Actes Sud junior)
- 2005 : Gustave Taloche, roi de la bagarre (Actes Sud junior)
- 2006 : Mon copain Bogueugueu (Gallimard Jeunesse)
- 2007 : Bogueugueu entre en sixième (Gallimard jeunesse)
- 2009 : Bogueugueu va à Londres (Gallimard jeunesse)
- 2010 : Mathilde et les petits papiers (Actes Sud junior)
- 2012 : Bogueugueu est amoureux (Gallimard jeunesse)

Avec Patricia MacLachlan
- 2017 : Barkus (Little Urban)
- 2018 :  Barkus - Rêves de chiens (Little Urban)

Avec Valérie Guidoux
- 2005 : Dans le jardin (Nathan)
- 2005 : Sur la plage (Nathan)
- 2005 : La nature en ville (Nathan)
- 2005 : Dans la forêt (Nathan)

Avec Colas Gutman
- 2012 : La princesse aux petits doigts (L'École des loisirs)
- 2013 : Chien Pourri (L'École des loisirs)
- 2013 : Joyeux Noël, Chien Pourri ! (L'École des loisirs)
- 2014 : Chien Pourri à la plage (L'École des loisirs)
- 2014 : Chien Pourri à l'école (L'École des loisirs)
- 2015 : Chien Pourri à Paris (L'École des loisirs)
- 2015 : Chien Pourri amoureux (L'École des loisirs)
- 2016 : Chien Pourri à la ferme (L'École des loisirs)

Avec Astrid Desbordes
- 2013 : Edmond et ses amis. La fête sous la lune (Nathan)
- 2014 : Polka et Hortense. La grande aventure (Nathan)
- 2015 : Edmond et ses amis. La belle journée (Nathan)
- 2015 : Edmond et ses amis. La chose (Nathan)
- 2016 : Edmond et ses amis. La course de luge (Nathan)

Autres
- 1999 : Le Soleil à petits pas, texte de Michèle Mira Pons (Actes Sud Junior)
- 2000 : J'apprends à lire avec les images. Le clown Pantoufle est en retard, texte de Marie-Sabine Roger (Lito)
- 2001 : L'Écologie à petit pas, texte de François Michel (Actes Sud Junior)
- 2001 : Vive la pluie, texte de Mymi Doinet (Nathan)
- 2001 : Si j'avais un copain grand et fort, texte de Catherine Missonnier (Nathan)
- 2001 : Mon nez, mon nez !, texte de Sylvaine Hinglais (Albin Michel Jeunesse)
- 2001 : Fantômes de maisons, texte de Sonia Goldie (Mila Boutan)
- 2002 : Le triangle de bermuda, texte de Michael Leblond (Lito)
- 2002 : Sorcière pour un soir, texte d'Emmanuel Tredez (Nathan)
- 2002 : La Grève de la vie, texte d'Amélie Couture (Actes Sud Junior) Prix Chronos CM1-CM2 2003[11]
- 2003 : L'Histoire du soir, texte de Reginald Barthuts et Philippe Tomine (Flammarion)
- 2003 : La forêt, texte d'Agnès Van de Wiele (Larousse)
- 2003 : Le popotin de l'hippopo, texte de Didier Lévy (Albin Michel jeunesse, coll. Zéphyr)
- 2004 : Qu'est-ce que tu fais, cochon ?, texte de René Gouichoux (Nathan)
- 2004 : Chère Théo, texte d'Anne Vantal (Actes Sud junior, coll;. Premiers romans)
- 2004 : La petite souris qui a perdu une dent, texte de Clair Arthur(Flammarion)
- 2004 : Expériences à déguster, texte de Delphine Grinberg (Nathan)
- (da) Hans Christian Andersen (trad. du danois par Jean-Baptiste Coursaud), Le Sapin, Paris, Éditions Nathan, coll. « Album Nathan », 3 novembre 2005 (réimpr. 2008), 32 p., relié (ISBN 978-2-09-252105-2)
- 2005 : Les trois petits cochons (Larousse)
- 2007 : Bzzz, une histoire de mouches, texte de Céline Colin-Fromont (Seuil jeunesse-Editions du Museum)
- 2007 : C'est un secret, texte de René Gouichoux (Nathan)
- 2008 : Au fil des araignées, textes de Delphine Godard (Seuil jeunesse-Editions du Muséum)
- 2009 : Mille milliards de familles, texte de Mary Ann Hoberman (Gautier-Languereau)
- 2009 : Océans. Petites histoires de fonds marins, texte de Stéphane Durand (Seuil jeunesse)
- 2010 : Sur la piste de la biodiversité, texte d'Isaline Aubin (Seuil Jeunesse/Muséum national d'Histoire naturelle) publié à l'occasion de la création de la Galerie des Enfants du Muséum
- 2011 : Coccinelles cherchent maison, texte de Davide Cali (Éditions Sarbacane)
- 2012 : Qui me ressemble ?, texte de Nicola Davies (Seuil jeunesse)
- 2013 :  N'y a-t-il personne pour se mettre en colère ?, texte de Toon Tellegen (Albin Michel jeunesse)
- 2015 : Ne chatouille jamais un tigre, texte de Pamela Butchart (Nathan)
- 2017 : Premier Soleil, avec Hélène Riff (Albin Michel)
- 2021 : Superchat : à la recherche du paon perdu, une histoire écrite, composée, jouée, enregistrée et racontée par Pascal Parisot (Didier jeunesse)
- 2023 : La fin de Velvet[12], texte de Nastasia Rugani, coll. « Mouche », L'École des loisirs, 2023

## Adaptations
En 2009, Ariol a fait l'objet d'une adaptation pour la télévision. Le studio d'animation Folimage à Valence coproduit et réalise la série (78 × 4 minutes) avec une société de production canadienne : Divertissement Subséquence. La réalisation fut confiée à Émilie Sengelin et Amandine Fredon. TF1 programme la série dès le 16 novembre 2009, tout comme la chaîne spécialisée Télétoon+. Valérie Baranski en est la « scriptdoctor » ; pour la partie graphique, Marc Boutavant a été aidé par Émilie Van Lient.
En 2011, c'est au tour de Mouk d'être adapté pour la télévision par le studio d'animation Millimages. Réalisée par François Narboux, la série (104 x 11 minutes) est diffusée depuis le 19 septembre 2011 sur Disney Junior et France 5.
En 2019, Chien Pourri fait aussi l'objet d'une adaptation franco-belge en série animée pour la télévision. La première saison compte 52 épisodes de 13 minutes. Elle est diffusée quotidiennement sur La Une (RTBF).
En 2022, Edmond et ses Amis est adapté pour la télévision par le studio d'animation MIAM ! animation. Réalisée par François Narboux, la série (52 x 11 minutes) est diffusée depuis le 2 septembre 2022 sur France 5.